# Гаиска Мендијета
Гаиска Мендијета (Билбао, 27. март 1974) је бивши шпански фудбалер.
Мендијета је већину своје каријере провео у Валенсији с којом је стигао и до финала Лиге шампиона у којем су изгубили од Реала. Радило се о сезони 1999/00. Годину касније, такође је с Валенсијом играо финале, али овога пута су поражени након пенала од Бајерна.
За Валенсију је одиграо 278 утакмица, а након кратког периода у Лацију, играо је на позајмици у Барселони те на крају у енглеском Мидлсброу.
Играо је на Европском првенству 2000. и на Светском првенству 2002. године.